# Three of a Perfect Pair (album)
Cet article concerne l'album de King Crimson. Pour la chanson de King Crimson, voir Three of a Perfect Pair.
 (novembre 2024).
Si vous disposez d'ouvrages ou d'articles de référence ou si vous connaissez des sites web de qualité traitant du thème abordé ici, merci de compléter l'article en donnant les références utiles à sa vérifiabilité et en les liant à la section « Notes et références ».
Albums de King Crimson
Beat
(1982) The Great Deceiver
(1992)
Three of a Perfect Pair est le dixième album studio du groupe King Crimson sorti en 1984. Et aussi le troisième et dernier de la nouvelle formation du groupe, formant ainsi la dernière pièce d'une trilogie. La prochaine parution studio de King Crimson, VROOOM en 1994, introduira la formation du "Double Trio", avec l'arrivée de Trey Gunn à la Warr Guitar et Pat Mastelotto à la batterie, en plus des 4 musiciens du présent album.

## Contenu
L'album équilibre les structures de chansons traditionnelles du « côté gauche » avec plus d'improvisation de forme libre du « côté droit », se trouvant quelque part entre l'expérimentation de l'album Discipline et le suivant, Beat, plus accessible commercialement. La réédition de l'album sortie en 2001 est constitué de chansons bonus, incluant une pièce a cappella donnant l'impression que les quatre membres du groupe chantent soi-disant dans un quatuor style « barbershop quartet », alors qu'en réalité il s'agit plutôt de la voix de Tony Levin en surimpressions créant une harmonisation parfaite. Sur le premier album solo de Peter Gabriel, il y a la pièce Excuse Me dans le même registre de « barbershop quartet », aussi arrangée par Tony Levin.
Le titre de l'album est basé sur l'idée d'opposés parfaits et de « trois côtés à chaque histoire », ou à la sienne et à une vérité objective.
L'œuvre conçue par Peter Willis illustre la dichotomie sacrée profane tout en étant une version simplifiée de la langue des alouettes en couverture d'Aspic ; un objet phallique ascendant représente une divinité solaire masculine sur le point de pénétrer dans le croissant, une divinité lunaire féminine. Cependant, on peut également distinguer une croix chrétienne si elle regarde les espaces vides entre les figures. L'illustration de la couverture arrière est la même mais ajoute un troisième élément, une ligne courbe s'étendant pour réconcilier les côtés opposés.
Les pistes 10 à 15 ont été ajoutées au remaster du 30e anniversaire de 2001. Deux des trois mixings de las pièce « Sleepless » étaient auparavant disponibles sur le single UK 12 ". Le mix de Bob Clearmountain est apparu (incorrectement crédité et contre les souhaits du groupe) sur le pressage US de Warner Bros.
Le duo de hip-hop Gang Starr devait plus tard sampler l’intro de « Dig Me » dans leur chanson « Words I Manifest (Remix) » de leur premier album de 1989 No More Mr. Nice Guy.

## Sortie et réception critique
Trouser Press l'a décrit comme « un album le plus disjoint d'un groupe qui se targuait de contradictions soigneusement harmonisées. » The Left Side arbore « quatre des chansons les plus pauvres d'Adrian Belew le flip est presque entièrement instrumental, presque libre , presque brillant. [...] Apparemment, la discipline Frippressive qui a forgé la synthèse pop / art acclamée par la critique des deux premiers albums de Crimson n'est pas une condition permanente". » Au cours d'une interview sur BBC Radio 1 en 1984, Robert Fripp décrit « le côté "gauche" de l'album comme "accessible" et le "côté droit" comme "excessif" ».
Un nouveau mixage de son surround 5.1 réalisé par Steven Wilson et Robert Fripp est sorti en octobre 2016 pour la série "40th Anniversary" sous la forme d'un package CD / DVD autonome et dans le cadre du coffret On (and off) The Road 1981 - 1984.

## Titres
Toutes les chansons sont d'Adrian Belew, Bill Bruford, Robert Fripp et Tony Levin.
| 1.    | Three of a Perfect Pair                        | 4:13 |
| 2.    | Model Man                                      | 3:49 |
| 3.    | Sleepless                                      | 5:24 |
| 4.    | Man with an Open Heart                         | 3:05 |
| 5.    | Nuages (That Which Passes, Passes Like Clouds) | 4:47 |
| 6.    | Industry                                       | 7:04 |
| 7.    | Dig Me                                         | 3:16 |
| 8.    | No Warning                                     | 3:29 |
| 9.    | Lark's Tongue in Aspic (Part III)              | 6:05 |
| 40:59 |                                                |      |

## Musiciens
D'après le livret accompagnant l'album :
- Robert Fripp : guitare
- Adrian Belew : chant, guitare, guitare fretless
- Tony Levin : basse, stick, synthétiseur, chœurs
- Bill Bruford : batterie acoustique et électronique